# S. O. S. (Lost)
«S.O.S.» (título original del mismo nombre) es el capítulo n.º 19 de la Segunda Temporada de Lost. Rose está opuesta completamente al plan de Bernard de crear una gigantesca señal de S.O.S. Jack y Kate parten para negociar sobre la devolución de Henry a cambio de Walt. FLASHBACK de Rose Henderson y Bernard Nadler.

## Trama
Bernard está muy nervioso tras varios días en su nuevo campamento. Después de los cuarenta y ocho días de penurias que pasaron los supervivientes de la sección cola, ver a sus nuevos compañeros tan bien asentados en la isla, le hace preguntarse si realmente los supervivientes albergan alguna esperanza de ser rescatados en algún momento y no está dispuesto a quedarse a vivir toda la vida en la isla.
Así que el superviviente diseña un gigantesco S.O.S. que pondrá en la playa y rellenará de piedras oscuras procedentes del interior de la isla, para que algún avión o satélite pueda verlo desde el aire y de ese modo alguien venga a por ellos. Sin embargo, su carácter de capataz tirano y los desánimos propiciados por su esposa Rose a él y al resto de sus cada vez menos trabajadores, termina con el tesón del hombre.
Mientras tanto, la paciencia de Jack se agota y decide ir a hablar con los Otros al lugar donde los encontró anteriormente para intercambiar a Henry por Walt y Michael, aunque no todo sale como él esperaba.
Finalmente Bernard y Rose tienen una conversación donde ambos hablan abiertamente de sus frustraciones y preocupaciones y se revela un gran secreto que ata el destino de la pareja con el de la isla. La señal se queda a medio hacer en la playa.

## Otros Capítulos
- Capítulo Anterior: Dave
- Capítulo Siguiente: Dos en el Camino